# 三木里インターチェンジ
三木里インターチェンジ（みきさとインターチェンジ）は、三重県尾鷲市三木里町にある熊野尾鷲道路のインターチェンジである。近畿自動車道紀勢線に並行する国道42号の自動車専用道路として整備される。

## 歴史
- 2008年（平成20年）4月20日 : 尾鷲南IC - 当IC間開通に伴い供用開始。
- 2013年（平成25年）9月29日 : 当IC - 熊野大泊IC間開通[1]。

## 周辺
山を削って設置された。尾鷲市三木里地区の集落が付近にある。
- 八十川（河川）
- JR紀勢本線 三木里駅
- 三木里海水浴場

## 接続する道路
- 直接接続
  - 三重県道159号三木里インター線
- 間接接続
  - 国道311号

### 三木里インター線搬入土砂問題
三木里インターチェンジへのアクセス道路である三重県道159号三木里インター線の建設が搬入土砂問題で開通に間に合わなかった為、林道を未開通区間の迂回路として暫定使用していたが、2012年12月に全線開通した。

## 料金所
- 無料区間のため、設置されていない。

## 隣
E42 熊野尾鷲道路
(6) 尾鷲南IC - (7) 三木里IC - (8) 賀田IC　